# Modernisme

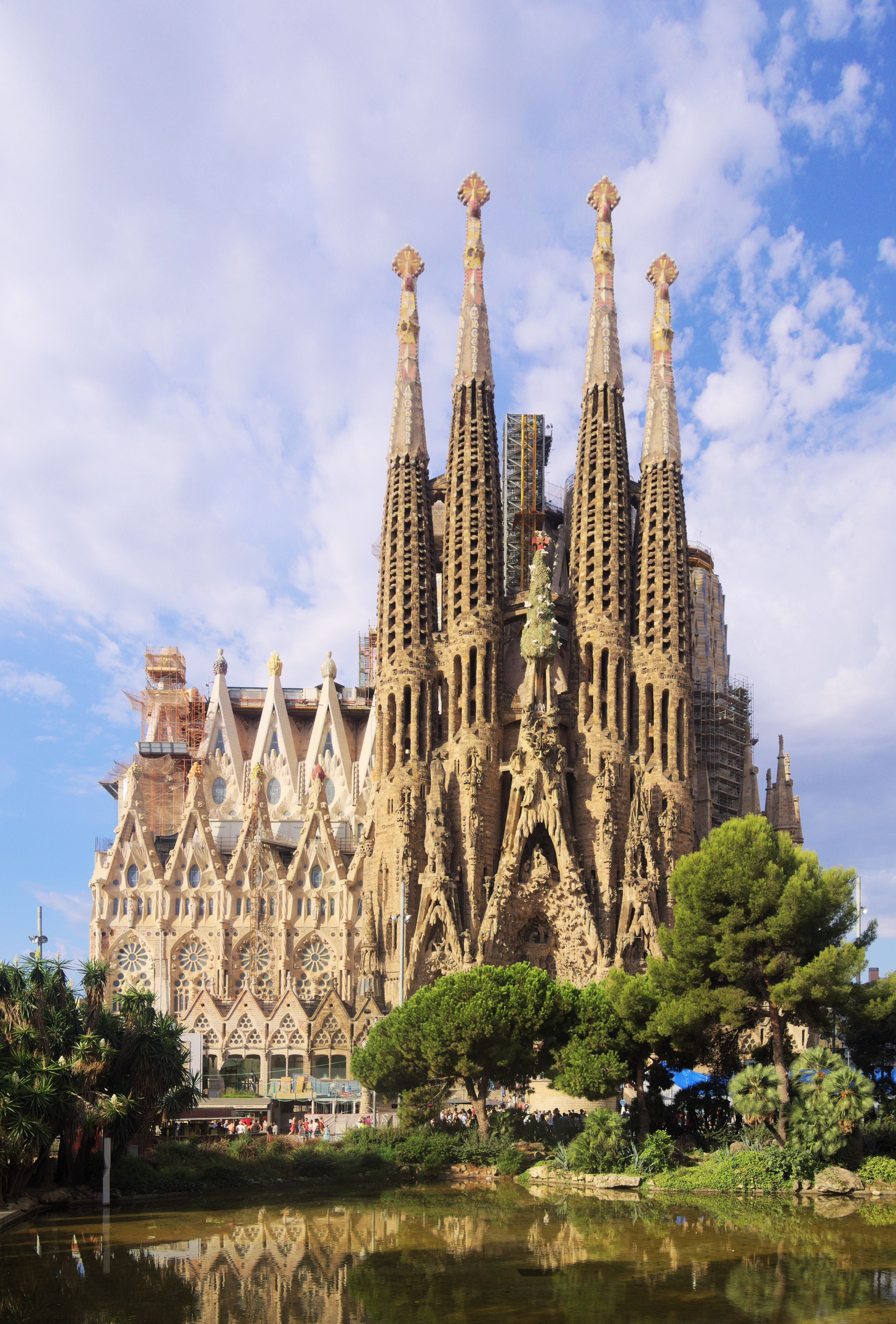
Antoni Gaudís Sagrada Familia in Barcelona

Der Modernisme oder Modernisme Català (‚Katalanischer Modernismus‘) ist eine kulturell-gesellschaftliche Erneuerungsbewegung im katalanischsprachigen Raum, die in Kunst, Architektur, Literatur und Musik ihren Ausdruck fand. International besonders bekannt wurde der Architekturstil, der sich von etwa 1885 bis 1920 in Katalonien, hauptsächlich in Barcelona, entwickelte und dessen Hauptvertreter Antoni Gaudí war. Der Modernisme war Teil einer Strömung, die ganz Europa erfasste. Diese Bewegung entsprang einem Überdruss an der neogotischen und neoromanischen Ästhetik des 19. Jahrhunderts und endete mit einer Hinwendung zum architektonischen Rationalismus in den 1920er und 1930er Jahren.

## Modernisme im europäischen Kontext

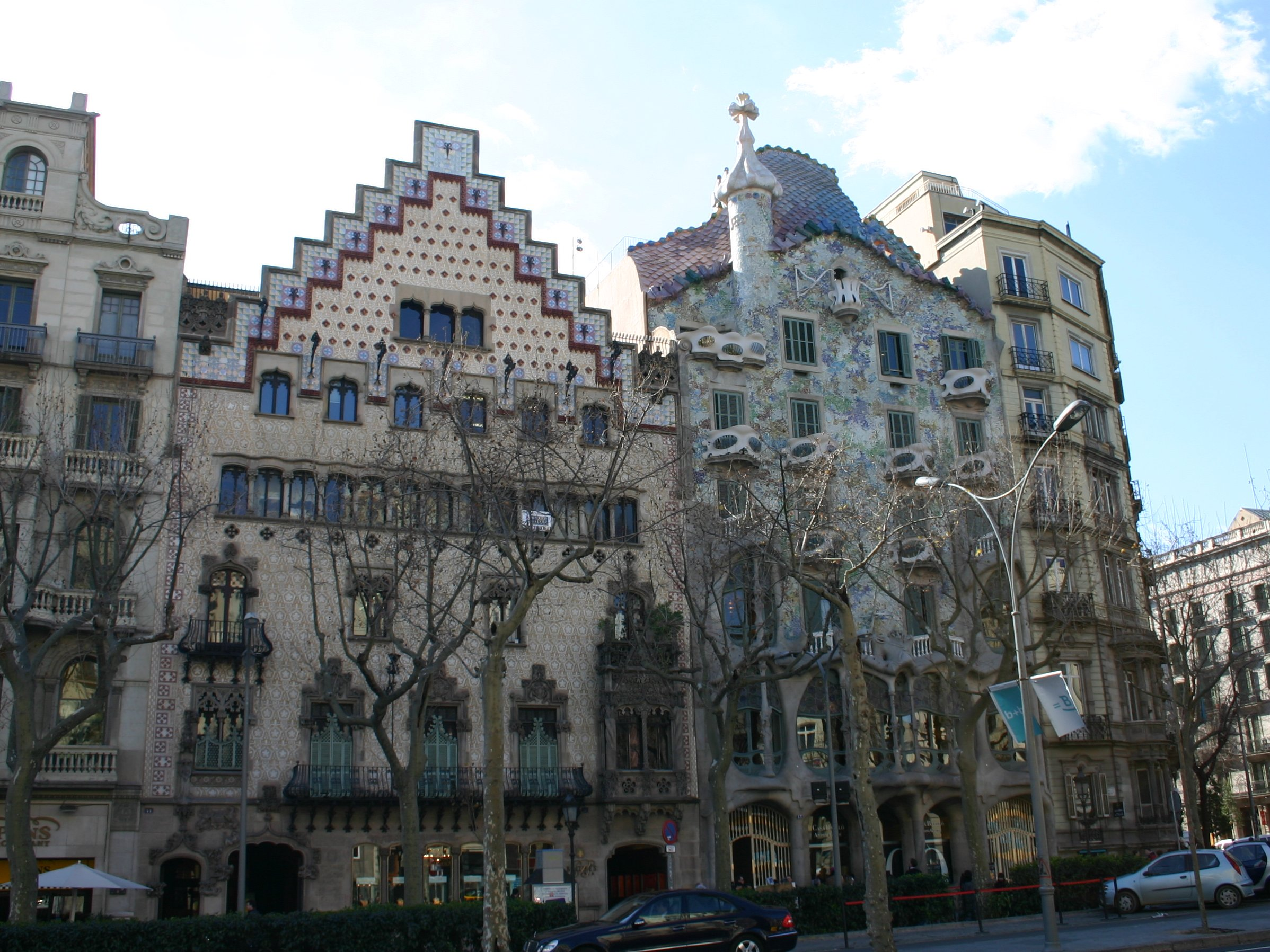
Modernismische Gebäude am „Passeig de Gràcia“ in Barcelona

Gleichzeitig mit der Bewegung in Katalonien entwickelten sich ähnliche Stilrichtungen auch in anderen Teilen Europas und vereinzelt auch in Amerika. Die wesentlichen parallelen Entwicklungen waren Arts & Crafts in England, Jugendstil in Deutschland, Art Nouveau in Belgien (Victor Horta) und Frankreich (Guimard), Wiener Secession (Otto Wagner) in Österreich, arte nuova oder stile floreale in Italien etc.
Gegen Ende des 19. Jahrhunderts zeigte sich in Europa verstärkt die Tendenz, mit den traditionellen Merkmalen der Architektur zu brechen und für das 20. Jahrhundert angemessene Bauformen zu suchen. Dieser Drang entstand aus der industriellen Revolution und der Verbreitung ihrer Entwicklungen wie Dampfmaschine, Eisenbahn und Elektrizität. Dies änderte das Leben der Bevölkerung grundsätzlich und führte zu einem Wachstum der Städte, wo sich Industrien ansiedelten und bürgerliche Strukturen bildeten. Der Modernisme (und der Jugendstil im Allgemeinen) ist daher ein urbaner und bürgerlicher Stil.
In der Malerei waren vor allem Einflüsse des Impressionismus und Symbolismus prägend für eine Bewegung, die keine stilistische Wurzel hatte, jedoch als gemeinsamen Wesenszug: den Willen modern zu sein. Mit dem Jugendstil vergleichbare Ausprägungen finden sich vor allem in der Werbegraphik von Gaspar Camps i Junyent, Ramón Casas i Carbó und Miquel Utrillo i Morlius.
Ab 1906 wurde der Modernisme durch die katalanische Form des Neoklassizismus oder Rationalismus, den Noucentisme abgelöst. Deren Vertreter warfen dem Modernisme vor, eine anarchische und dekadente Kunstform zu sein. Im Gegensatz zum „romantischen Chaos“ des Modernisme befürworteten sie die Ordnung, die Klarheit, die Harmonie, das Maß und die Rationalität in der Architektur.

## Traditionelle Materialien und Techniken in Architektur und Kunsthandwerk

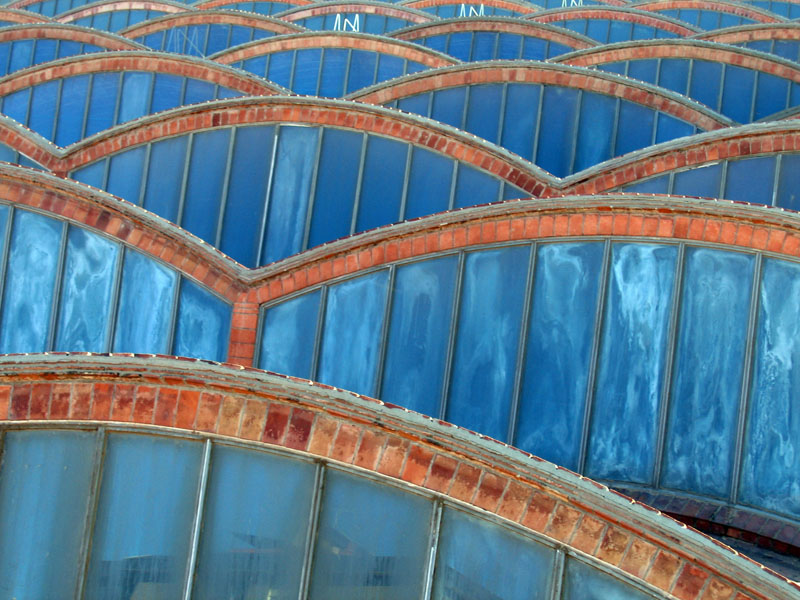
Dachkonstruktion mit „Katalanischem Bogen“ des Technikmuseums in Terrassa

Der Modernisme lehnte die unattraktive Industriearchitektur der ersten Hälfte des 19. Jahrhunderts ab und entwickelte neue architektonische Konzepte auf Grundlage von „Natürlichkeit“ und „Bewegung“. Dies ist vor allem erkennbar an den Baumaterialien und Techniken nach katalanischer Tradition, an den Gebäudeformen und an der Gestaltung der Fassaden. Ein besonderes Merkmal ist das sogenannte „katalanische Gewölbe“ bei Deckenkonstruktionen oder Freitreppen. Dabei werden die Ziegel an ihrer breiten Seite im Bogen mit schnell trocknendem Gips selbsttragend gemauert. Anschließend wird auf diesem ausreichend festen Bogen eine oder mehrere weitere Lagen mit Mörtel aufgetragen. Die Fassaden der Gebäude sind vielfach mit dekorativen Elementen wie Vögel, Schmetterlinge, Blätter und Blüten aus Stein oder Keramik geschmückt – oft in Trencadís-Mosaiktechnik aus Bruchstücken zusammengesetzt. Die Fenster- und Balkongitter sind oft aus Schmiedeeisen und weisen überwiegend von der Natur inspirierte Motive auf.

## Bürgertum und Mäzenatentum
Die Entwicklung des Modernisme in Katalonien wurde durch das Bürgertum vorangetrieben, das sich als katalanisch, kultiviert und kunstkennerisch betrachtete. Es wollte die Kultur der Renaixença in eine moderne und nationale Kultur umwandeln und öffnete sich willig dem Modernisme, erlaubten doch alle seine Erscheinungsformen wie Architektur, Skulptur, Malerei, Mobiliar oder Schmuck die Einbeziehung der Kunst in das tägliche Leben. So entwickelte sich der Modernisme zum Symbol der wirtschaftlichen Macht und einer neuen Weltoffenheit des katalanischen Bürgertums.

## Barcelona und der Modernisme
Gleichzeitig mit dem aufkommenden Modernisme wurden die einengenden Stadtmauern von Barcelona abgerissen und die Stadterweiterung im Eixample in Angriff genommen. Daher finden sich dort zahlreiche Zeugen dieses Baustils, und Barcelona ist eine der Städte mit den meisten Jugendstil-Gebäuden der Welt. Die Stadt wurde zu einem künstlerischen Zentrum. Maler und Literaten des Modernisme wie Ramon Casas oder Santiago Rusiñol trafen sich im Künstlerlokal Els Quatre Gats. Die Möglichkeit, mit Hilfe dieser Architektur die Sehnsucht nach Modernität zu befriedigen, die katalanische Identität auszudrücken und auf diskrete Art und Weise seinen Reichtum zu zeigen, erklärt das damals weit verbreitete Mäzenatentum des Großbürgertums, wie beispielsweise das zwischen Eusebi Güell und Antoni Gaudí.
Von Antoni Gaudi sind in Barcelona etliche berühmte Gebäude zu besichtigen. Dazu zählen unter anderen die Casa Milà (La Pedrera), der Palau Güell, der Parc Güell, die Casa Batlló, die Casa Vicens, die Casa Calvet und der noch unvollendete kirchliche Sühnetempel Sagrada Família, an der seit 1882 nach Plänen von Gaudi gebaut wird. Seit 1984 beziehungsweise 2005 gehören diese Bauwerke zum Weltkulturerbe der UNESCO. Seit 1997 gelten auch zwei Bauten von Lluís Domènech i Montaner, das Hospital de la Santa Creu i Sant Pau und der Palau de la Música Catalana, zum Welterbe in Barcelona.
Wenn auch Barcelona als Zentrum des Modernisme zu bezeichnen ist, so finden sich bedeutende Bauten der modernistischen Architekten auch in Tarragona, Reus bei Tarragona, Comittas sowie auf Mallorca in Palma (ehemaliges Gran Hotel, Kaufhaus Almacenes El Águila) und Soller (Banco de Soller) und in Cartagena (Provinz Murcia).

## Els Quatre Gats

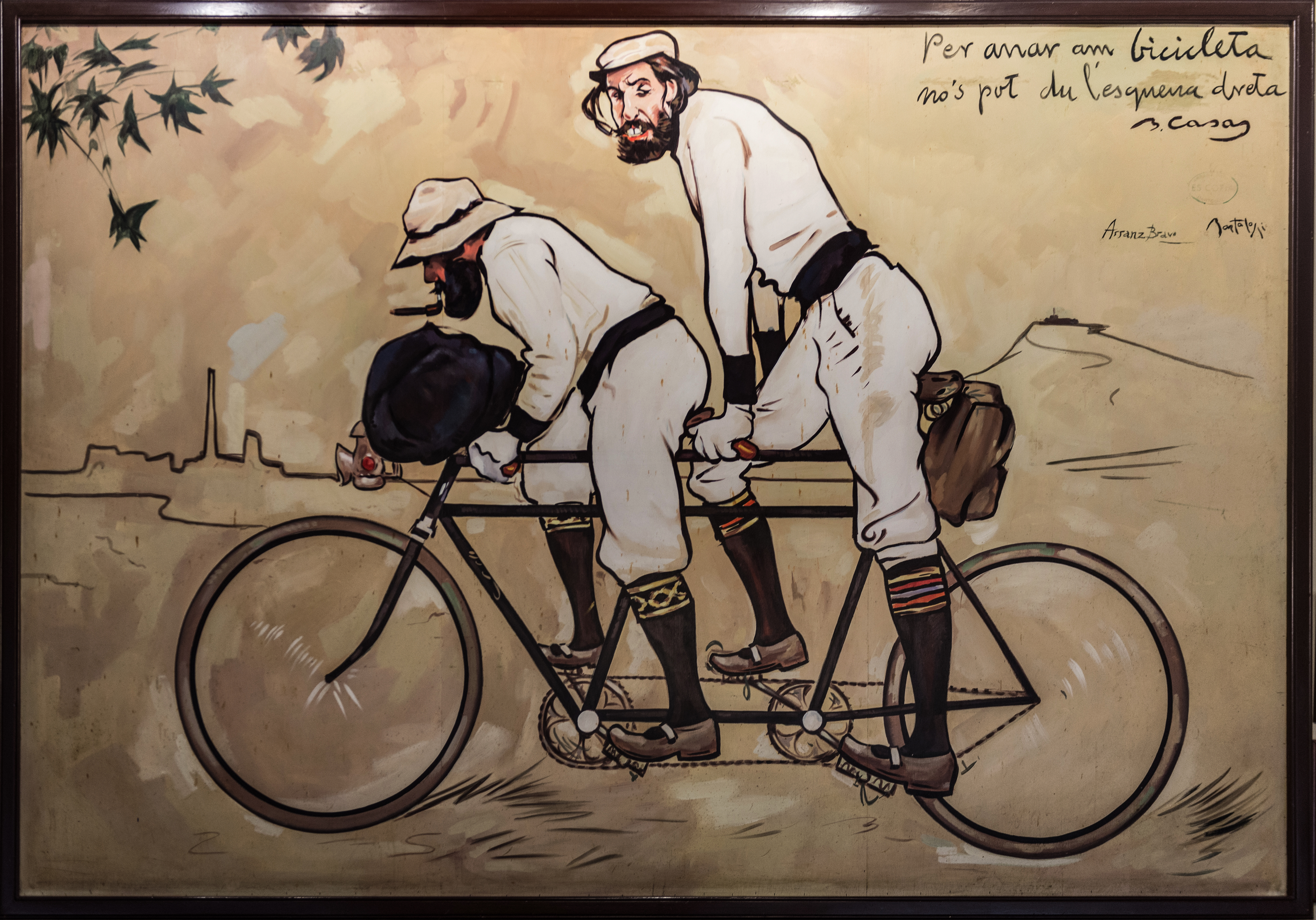
Ramon Casas: Ramon Casas i Pere Romeu en un tàndem (Ramon Casas und Pere Romeu auf einem Tandem), 1897

Die Künstlerwelt des Modernisme schuf in Barcelona ihr Zentrum im Els Quatre Gats (‚Die Vier Kater‘), einer Bar im Stil des Pariser Kabaretts Le Chat Noir. Die Bar im Erdgeschoss der Casa Martí des Architekten Josep Puig i Cadafalch wurde im Juni 1897 eröffnet und durch den Maler und Grafiker Ramon Casas finanziert. Die Bar war sechs Jahre lang geöffnet. 1978 wurde sie wiedereröffnet.
Die Geschäftspartner waren Pere Romeu, vormals Kellner im Pariser Le Chat Noir, Santiago Rusiñol und Miquel Utrillo. In der Bar fanden Vorlesungen und Kunstausstellungen statt, einschließlich einer der ersten von Pablo Picasso. Das bekannteste Gemälde aus der Bar ist das Selbstbildnis von Casas mit Romeu auf einem Tandemfahrrad, das im Jahr 1901 durch Casas’ Gemälde aus dem Jahre 1901 Commençaments del segle XX (‚Anfänge des 20. Jahrhunderts‘) ersetzt wurde. Das 208 × 291 cm große Gemälde zeigt hier Casas und Romeu mit dem Terrier Ziem auf einem Automobil der Marke Charrot. Beide Gemälde befinden sich seit 2010 im Museu Nacional d’Art de Catalunya (MNAC), dem Nationalmuseum für katalanische Kunst in Barcelona.
Ebenso wie Le Chat noir veröffentlichten auch die Künstler des Els Quatre Gats eine eigene Literaturzeitschrift, die allerdings nur ein kurzes Leben hatte.

## Wichtige Vertreter des Modernisme

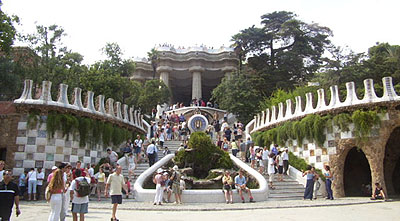
Park Güell von Antoni Gaudí in Barcelona

Unter den mehr als 100 Architekten, die Bauwerke des Modernisme erstellten, sind vor allem drei besonders hervorzuheben:
- Antoni Gaudí
- Lluís Domènech i Montaner
- Josep Puig i Cadafalch

Weitere wichtige Architekten des Modernisme:
- Enric Sagnier
- Josep Domènech i Estapà
- Joan Rubió
- Josep Maria Jujol
- Bernardí Martorell
- Cèsar Martinell
- Pablo Monguió
- Gaspar Bennàssar i Moner

Zu den bekanntesten Vertretern des Modernisme in der bildenden Kunst zählen
- Santiago Rusiñol
- Miquel Utrillo
- Ramón Casas i Carbó
- Hermenegildo Anglada-Camarasa
- Isidre Nonell
- Gaspar Camps i Junyent
- Joaquim Mir i Trinxet
- Sebastià Junyent
- Alexandre de Riquer

## Ruta del Modernisme
Die Ruta del Modernisme ist eine von der Stadtverwaltung von Barcelona propagierte Route zu 116 ausgewählten Werken des Modernisme im Stadtgebiet. Sie bietet einen guten Querschnitt durch das Werk verschiedener Architekten. Eine Ruta Modernista mit 23 Objekten bietet auch Tarragona an.